# Dingwall
Dingwall (tiếng Scots: Dingwal, tiếng Gael Scotland: Inbhir Pheofharain [ˈiɲɪɾʲ ˈfjɔhəɾan]) là một thị trấn kiêm royal burgh ở vùng hội đồng Highland của Scotland. Nó có dân số 5.491 người. Nơi đây một thời là phố cảng bên bờ đông Scotland, song ngày nay nằm hơi lùi trong đất liền. Lâu đài Dingwall có thời từng là lâu đài lớn nhất nằm về phía bắc Stirling. Ở vùng rìa thị trấn ngày này là lâu đài Tulloch. Vào năm 1411, tại đây diễn ra trận Dingwall giữa Clan Mackay và Clan Donald.

## Lịch sử
Cái tên "Dingwall" có gốc gác Scandinavia: từ từ Þingvöllr trong tiếng Bắc Âu cổ (nghĩa đen là "bãi/đồng thing", tức điểm họp mặt cho một thing; so sánh với các địa danh Tynwald, Tingwall, Thingwall trên quần đảo Anh, cùng nhiều tên khắc khắp Bắc Âu), cho thấy sự hiện diện của người Viking trong lịch sử Dingwall; người Gael gọi nó là Inbhir Pheofharain (phát âm [iɲiɾʲˈfjɔhəɾaiɲ]), nghĩa là "cửa sông Peffery" hay Baile Chàil, nghĩa là "phố/thị trấn cải bắp".